# UQ Holder!
UQ Holder! (ユーキュー ホルダー, Yūkyū Horudā) é uma série de mangá escrita e ilustrada por Ken Akamatsu. Os capítulos do mangá foram serializados entre agosto de 2013 e outubro de 2016 na revista Weekly Shōnen Magazine, sendo depois serializado na revista Bessatsu Shōnen Magazine, com os capítulos compilados em volumes tankōbon e publicados pela editora Kodansha entre 8 de outubro de 2016 e 9 de fevereiro de 2022. 
Situado no mesmo universo de Negima!, obra anterior do autor, mas mais de 70 anos depois, UQ Holder! segue as aventuras de um rapaz que se transforma em um vampiro e se junta a uma sociedade secreta composta de seres imortais. 
Uma adaptação em uma série de anime pelo estúdio J.C.Staff  lançado em outubro de 2017.

## Enredo
A história começa em 2086, uma década após a existência da magia ser revelada para o mundo. Touta Konoe é um garoto que sonha em deixar sua aldeia e descobrir o que tem na enorme torre da capital, mas sua professora e mentora Yukihime diz que só será possível ele ir para a capital se ele superá-la, algo que parece impossível.
No entanto, quando Touta é mortalmente ferido por um inimigo que estava á procura de Yukihime, sua professora é revelada como uma vampira e salva sua vida, transformando-o em um de sua espécie. Assim começa as aventuras de Touta no mundo dos imortais em uma sociedade onde a magia e a tecnologia são muito avançados ao ponto de ser quase indistinguíveis.

## Mídias

### Mangá
UQ Holder! é uma série de mangá escrita e ilustrada por Ken Akamatsu. Os capítulos começaram a serem serializados semanalmente na revista Weekly Shōnen Magazine em 28 de agosto de 2013. Em outubro de 2016, os capítulos da série começaram a serem serializados mensalmente na revista Bessatsu Shōnen Magazine. Os capítulos foram compilados em 28 volumes tankōbon e publicados pela editora Kodansha, sendo o primeiro sido lançado em 17 de dezembro de 2013. A série é licenciada e publicada no Brasil pela editora JBC.

### Anime
Uma adaptação em uma série de anime do mangá foi anunciada na edição 30 da revista Weekly Shōnen Magazine de 2016, sendo revelado mais tarde que será lançado antes um OVA. Youhei Suzuki dirigirá o anime do estúdio J.C.Staff, com o próprio Akamatsu sendo o roteirista da série ao lado de Shogo Yasukawa, com a produção de EGG FIRM que também produzirá o OVA.